# 伊塔卡 (俄罗斯)
伊塔卡（羅馬化：Itaka）是俄罗斯外贝加尔边疆区的市级镇，属莫戈恰区，在区行政中心莫戈恰西偏北、边疆区首府赤塔东北方。
该地2021年人口有229人；2010年人口356；2002年人口451；1989年人口655。